# 黄岗站
黄岗站原名河边场站，位于中国广东省韶关市浈江区十里亭镇黄岗，是京广铁路车站，距丰台站2052公里，距广州站231公里。车站于于1933年启用，目前为广州局集团广州车务段管辖的三等中间站，办理整车普通货物到发。
黄岗站建有长400米、宽4.2米的基本站台1座和长300米、宽8米的中间站台1座；站场设正线2条、到发线6条。货场位于车站北侧，设有2条货物线；车站西北侧设有机务整备段，设有2条内燃机车整备线。车站北咽喉设有1条牵出线，站房侧设有通往丹霞（韶关）油库、亮亮液化气和韶铸集团的专用线，曲仁铁路（黄格线）则于对侧出岔；广州侧咽喉亦设有一条牵出线，供货场调车使用，同时设有通往广州工务段的专用线。未来车站附近规划有浈江综合物流园区，为此车站将进行扩建。